# Каня (Островський повіт)
Каня (пол. Kania) — село в Польщі, у гміні Серошевиці Островського повіту Великопольського воєводства.
Населення — 62 особи (2011).

## Демографія
Демографічна структура станом на 31 березня 2011 року:
|          | Загалом | Допрацездатний вік | Працездатний вік | Постпрацездатний вік |
| -------- | ------- | ------------------ | ---------------- | -------------------- |
| Чоловіки | 37      | 9                  | 21               | 7                    |
| Жінки    | 25      | 3                  | 18               | 4                    |
| Разом    | 62      | 12                 | 39               | 11                   |